# Ай-Георгій (Манджил)
Манджил, також Ай-Георгій — гора над Судацькою долиною, висота 500 м над рівнем моря. На її схилах колись знаходився грецький монастир Святого Георгія. У кладці стін монастиря знайдена плита з присвятою богині Деметрі. На схилах гори трапляються уламки гончарних труб стародавнього водопроводу. Під самою вершиною — джерело питної води.